# John Roberts (remero)
John Roberts (22 de diciembre de 1953) es un deportista británico que compitió en remo. Ganó dos medallas de plata en el Campeonato Mundial de Remo, en los años 1977 y 1978.

## Palmarés internacional
| Campeonato Mundial | Campeonato Mundial        | Campeonato Mundial | Campeonato Mundial |
| Año                | Lugar                     | Medalla            | Prueba             |
| ------------------ | ------------------------- | ------------------ | ------------------ |
| 1977               | Ámsterdam (Países Bajos)  | Medalla de plata   | Dos sin timonel    |
| 1978               | Cambridge (Nueva Zelanda) | Medalla de plata   | Dos sin timonel    |